# Internationale französische Tennismeisterschaften 1937
Die 42. internationalen französischen Tennismeisterschaften 1937 waren ein Tennis-Sandplatzturnier der Klasse Grand Slam, das von der ILTF veranstaltet wurde. Es fand vom 18. bis 30. Mai 1937 in Roland Garros, Paris, Frankreich statt.

## Herreneinzel
Setzliste
| Nr. | Spieler            | Erreichte Runde |
| --- | ------------------ | --------------- |
| 01. | Bunny Austin       | Finale          |
| 02. | Bernard Destremau  | Halbfinale      |
| 03. | Henner Henkel      | Sieg            |
| 04. | Georg von Metaxa   | 3. Runde        |
| 05. | Giorgio De Stefani | 3. Runde        |
| 06. | Paul Feret         | 3. Runde        |
| 07. | Josef Caska        | 3. Runde        |
| 08. | Charles Harris     | 3. Runde        |

| Nr. | Spieler          | Erreichte Runde |
| --- | ---------------- | --------------- |
| 09. | André Merlin     | Achtelfinale    |
| 10. | Kho Sin-Kie      | 3. Runde        |
| 11. | Pat Hughes       | Viertelfinale   |
| 12. | František Cejnar | Viertelfinale   |
| 13. | Vernon Kirby     | 3. Runde        |
| 14. | Marcel Bernard   | 3. Runde        |
| 15. | Adam Baworowski  | Achtelfinale    |
| 16. | Jozef Hebda      | 3. Runde        |

## Dameneinzel
Setzliste
| Nr. | Spielerin        | Erreichte Runde |
| --- | ---------------- | --------------- |
| 01. | Hilde Sperling   | Sieg            |
| 02. | Simonne Mathieu  | Finale          |
| 03. | Helen Jacobs     | Viertelfinale   |
| 04. | Margaret Scriven | Viertelfinale   |

| Nr. | Spielerin            | Erreichte Runde |
| --- | -------------------- | --------------- |
| 05. | Lilly De La Valdène  | Halbfinale      |
| 06. | Jadwiga Jędrzejowska | Halbfinale      |
| 07. | Mary Hardwick        | Achtelfinale    |
| 08. | Sylvia Jung Henrotin | Viertelfinale   |